# وزارة العدل وحقوق الإنسان (الأرجنتين)
وزارة العدل (بالإسبانية: Ministerio de Justicia)‏ هي وزارة حكوميَّة في الأرجنتين، مكلفة بإنفاذ القانون وإقامة العدل.
تم إنشاء الوزارة في عام 1949، خلال فترة الرئاسة الأولى لخوان بيرون، وكانت حاضرة باستمرار في كل حكومة رئاسية منذ ذلك الحين.
الوزير الحالي هو ماريانو كونيو ليبارونا، بعد أن شغل المنصب ابتداءً من 10 ديسمبر 2023 في حكومة خافيير مايلي.

## روابط خارجية
- الموقع الرسمي
 باللغة الإسبانية